# Wilsonwassertreter
Der Wilsonwassertreter (Phalaropus tricolor, Syn.: Steganopus tricolor) ist eine Vogelart aus der Familie der Schnepfenvögel. Die Erstbeschreibung stammt von Louis Pierre Vieillot und ist dem amerikanischen Ornithologen Alexander Wilson gewidmet.
In Mitteleuropa ist der Wilsonwassertreter ein seltener Irrgast. So wurden beispielsweise in den Niederlanden zwischen 1966 und 2003 insgesamt zwanzig Mal einzelne Individuen gesehen.

## Systematik
Der Wilsonwassertreter wurden früher zusammen mit dem Odinshühnchen und dem Thorshühnchen als eigene Familie Phalaropodidae (oder Phalaropidae) innerhalb der Regenpfeiferartigen angesiedelt. Hier nahm man eine Verwandtschaft mit den Säbelschnäblern an. Heute besteht aufgrund mehrerer morphologischer und molekulargenetischer Analysen kein Zweifel daran, dass Wassertreter zu den Schnepfenvögeln gehören. Aufgrund ihrer abweichenden Merkmale werden sie aber noch immer innerhalb der Schnepfenvögel oft als eigene Unterfamilie Phalaropodinae geführt. Für den Wilsonwassertreter oder Amerikanisches Odinshühnchen (Steganopus tricolor), der gelegentlich der Gattung der Wassertreter (Phalaropus) zugerechnet wird, ist mittlerweile die Zuordnung zur Gattung Steganopus üblich.

## Verbreitung

Verbreitungsgebiet (orange Brutgebiete), (gelb Zugwege), (blau keine Brutgebiete) des Wilsonwassertreters

Der Wilsonwassertreter brütet in den Prärielandschaften Nordamerikas und kommt vor allem im westlichen Kanada und den USA vor. Er zählt zu den Zugvögeln und überwintert in Südamerika. Gelegentlich kommt es vor, dass Vögel dieser Art während ihres Zuges auch nach Europa vertrieben werden. 
Der Wilsonwassertreter ist während seiner Zugzeit häufig an Brackwasser- und Salzseen wie dem Mono Lake in Kalifornien und dem Großen Salzsee in Utah zu beobachten. Während dieser Zeit ist er häufig mit dem Odinshühnchen vergesellschaftet.

## Erscheinungsbild

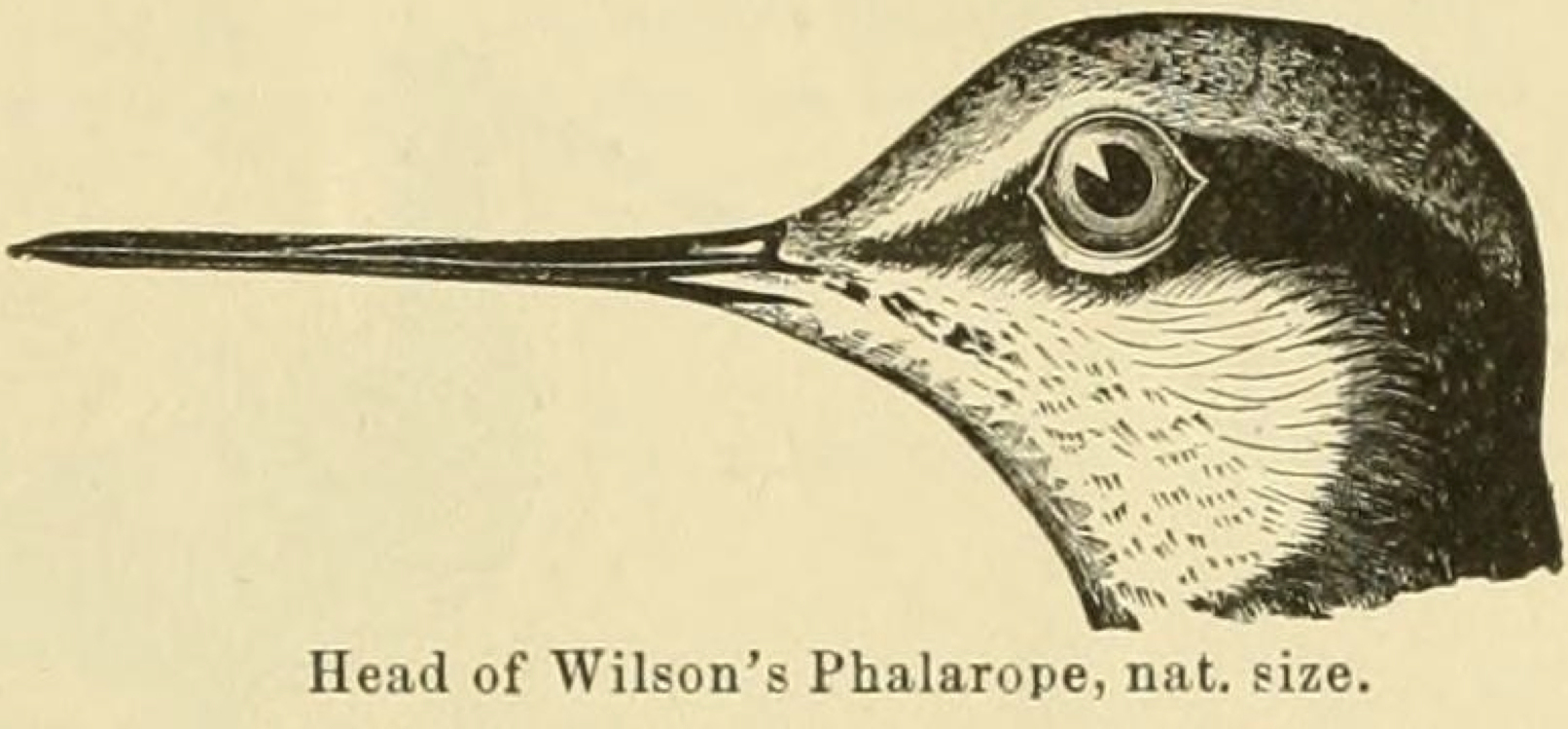
Kopf des Wilsonwassertreters, Illustration von 1891

Die Körperlänge des Wilsonwassertreters ist etwa 23 Zentimeter. Er zeichnet sich durch einen geraden, feinen schwarzen Schnabel aus. Das Weibchen ist in seinem Prachtkleid auf der Körperoberseite überwiegend grau und braun gefärbt. Die Körperunterseite ist weiß; der Hals ist rötlich und auch auf den Flanken befinden sich rötliche Flecken. Das Männchen ähnelt dem Weibchen; die Farben sind jedoch weniger leuchtend.

## Lebensweise
Ähnlich wie bei den Wassertretern ist die bei Vögeln übliche Rollenverteilung vertauscht. Die Weibchen werben aktiv um die Männchen, kämpfen um Brutreviere und verteidigen aggressiv ihre Nester sowie den gewählten Geschlechtspartner. Sobald die Weibchen ihre Eier gelegt haben, beginnen sie mit dem Zug nach Süden. Die Männchen bebrüten dann das aus drei bis vier Eiern bestehende Gelege. 
Während der Nahrungssuche schwimmen Wilsonwassertreter häufig schnell in kleinen, engen Kreisen und bilden dabei eine Art kleinen Whirlpool. Dieses Verhalten wird im Allgemeinen so interpretiert, dass es dem Vogel so gelingt, Futter an die Oberfläche zu bringen. Es sind vor allem Kleintiere und darunter Insektenlarven, die aus dem Wasser genommen werden.

## Etymologie und Forschungsgeschichte
Die Erstbeschreibung der Wilsonwassertreter erfolgte 1819 durch Louis Pierre Vieillot unter dem Namen Steganopus tricolor. Bei seiner Beschreibung bezog er sich auf Chorlito del tarso comprimido von Félix de Azara. Als Verbreitungsgebiet gab er Paraguay an. 1760 führte Mathurin-Jacques Brisson die für die Wissenschaft neue Gattung Phalaropus ein. Der Begriff ist ein Wortgebilde aus φαλαρος, φαλος phalaros, phalos, deutsch ‚weißer Fleck haben, weiß‘ und πους, ποδος poys, podos, deutsch ‚Fuß‘. Der Artname tricolor hat seinen Ursprung in lateinisch tri-, tres ‚drei, drei‘ und lateinisch color, coloris ‚Farbe‘. Alfred Laubmann hatte für sein Werk Die Vögel von Paraguay keine Bälge zur Verfügung. Er betrachtete den Wilsonwassertreter als Wintergast und sah nur in Azaras Beschreibung einen Nachweis für das Land. Phalaropus lobata Wilson, 1814, Phalaropus wilsoni Sabine, 1823, Phalaropus fimbriatus Temminck, 1825 Phalaropus frenatus Vieillot, 1825, Lobipes incanus Jardine & Selby, 1827 und Phalaropus stenodactylus Wagler, 1831 werden alle als Synonyme zur Nominatform betrachtet. Charles Lucien Jules Laurent Bonaparte stellte die Art 1838 in die neue Gattung Holopodus.

## Belege

### Einzelbelege
1. ↑  Hans-Günther Bauer, Einhard Bezzel und Wolfgang Fiedler (Hrsg.): Das Kompendium der Vögel Mitteleuropas: Alles über Biologie, Gefährdung und Schutz. Band 1: Nonpasseriformes – Nichtsperlingsvögel, Aula-Verlag Wiebelsheim, Wiesbaden 2005, ISBN 3-89104-647-2, S. 488
2. ↑  Félix de Azara (1805), S. 327–329.
3. ↑  Louis Pierre Vieillot (1819), S. 136–137.
4. ↑  Mathurin-Jacques Brisson (1760), Band 1 S. 50, Band 6 S. 12.
5. ↑  Phalaropus in The Key to Scientific Names Edited by James A. Jobling
6. ↑  tricolor in The Key to Scientific Names Edited by James A. Jobling
7. ↑  Alfred Laubmann (1939), S. 78.
8. ↑  Alexander Wilson (1814), S. 72–74, Tafel 73 Abbildung 3.
9. ↑  Joseph Sabine (1823), S. 691–692.
10. ↑  Coenraad Jacob Temminck (1825), Tafel 370 & Text.
11. ↑  Louis Pierre Vieillot (1825), S. 178–179, Tafel 271.
12. ↑  William Jardine, 7. Baronet of Applegarth u. a. (1827), Tafel 16 & Text.
13. ↑  Johann Georg Wagler (1831), S. 523.
14. ↑  Charles Lucien Jules Laurent Bonaparte (1838), S. 54.